# 1803 en photographie
| Années de la photographie : 1800 - 1801 - 1802 - 1803 - 1804 - 1805 - 1806    |
| Décennies de la photographie : 1770 - 1780 - 1790 - 1800 - 1810 - 1820 - 1830 |

Cet article présente les faits marquants de l'année 1803 en photographie.

## Naissances
- 6 juillet : Joseph-Rose Lemercier, imprimeur-lithographe français qui a joué un rôle important dans la diffusion et la généralisation du procédé de photolithographie, mort le 1er janvier 1887.
- 23 juillet : Jacques-Joseph Maquart, graveur, illustrateur et photographe français, mort le 3 avril 1873.
- 25 novembre : Sofia Ahlbom, photographe suédoise, morte le 8 juin 1868.
- 27 décembre : Charlotte Gelot Sandoz, photographe daguerréotypiste française, morte le 8 août 1846.

- Date précise non renseignée ou inconnue :
  - Frederick Coombs, photographe américain, mort le 9 avril 1874.

- En 1803 ou vers 1803 :
  - Hermann Biow, photographe daguerréotypiste allemand, pionnier de la photographie, actif à Hambourg, mort le 20 février 1850.